# Здание правления страхового общества «Россия»
Дом страхового общества «Россия» — памятник архитектуры. Расположен в Адмиралтейском районе Санкт-Петербурга, современный адрес дома — Большая Морская улица, 37. Изначально здание было построено для правления Общества.
Первый известный дом на этом месте — построенный к 1740-м годам одноэтажный на высоких подвалах дом Михаила Собакина, которым далее владел статский советник Кельхин, при котором здание стало двухэтажным. В 1800—1840-х годах владельцем был купец Христиан Таль, потом — Яков Христианович Таль, с 1850-х годов — дворянин Константин Константинович Фелейзен, при котором дом был надстроен на этаж, а ворота заменены на пристройку.

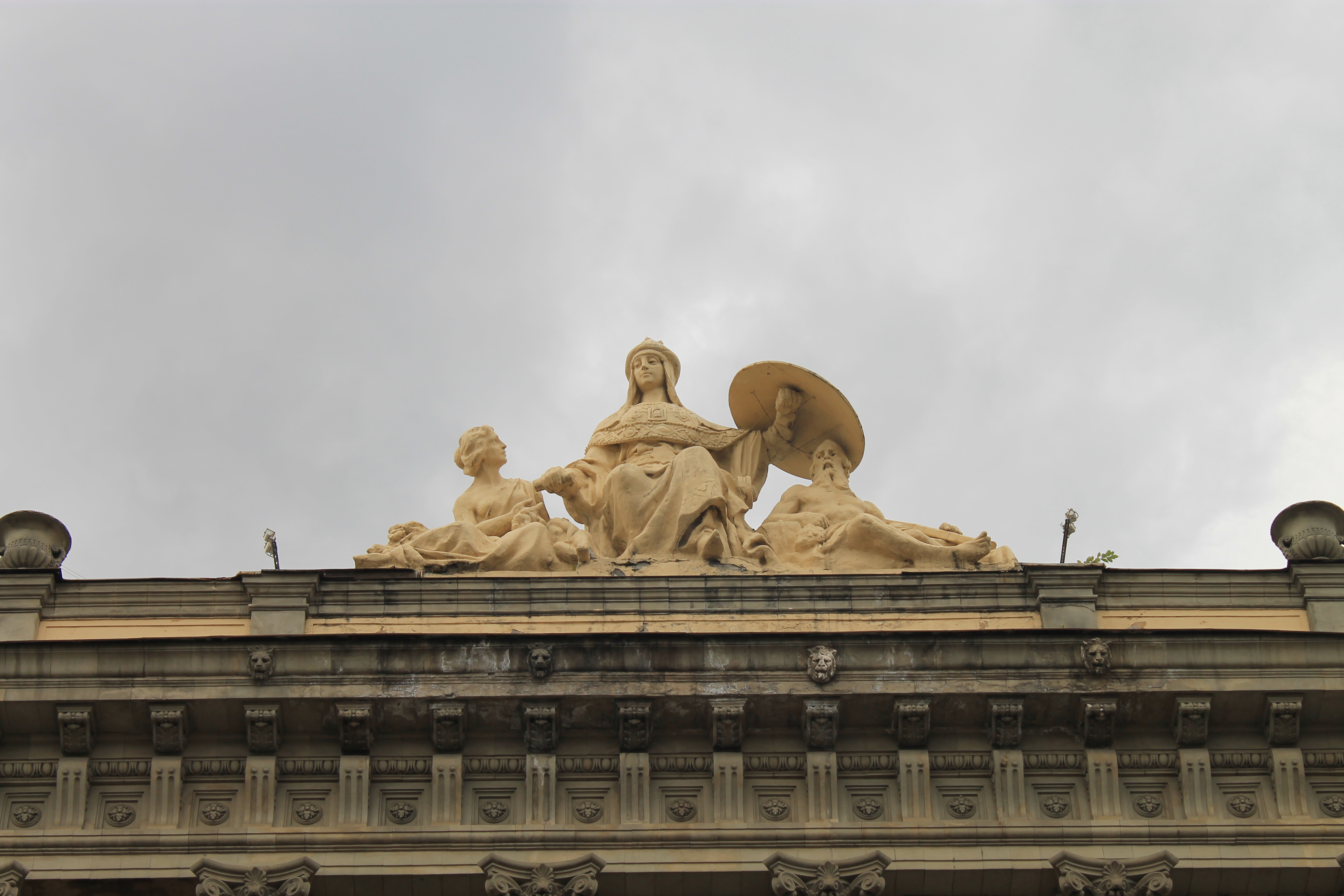

Участок с двухэтажным лицевым зданием и флигелями перешёл в собственность «России» около 1890 года. В 1896 году был проведён конкурс, на котором победил проект А. И. фон Гогена, но перестраивать здание (с надстройкой дворовых корпусов) начали лишь через два года по общему проекту А. А. Гимпеля, с Л. Н. Бенуа в сотрудничестве с родственником и сотрудником З. Я. Леви в роли автора фасада. Основной проект был согласован Городской управой 5 мая 1898 года, фасад Николай II согласовал 4 июня того же года. В 1905 году Гимпель дополнительно надстроил продольные флигели мансардами.
Фасад выполнен в стиле классицизма. Стена оштукатурена, рустована в нижней части, гладкая вверху. Портал облицован красным гангутским гранитом, наличники окон вытесаны из светло-желтого вюртембергского песчаника. Для гранита использована крупнобугристая и зеркальная фактуры обработки. На уровне третьего этажа поставлен шестиколонный коринфский портик, над которым в 1912 году была установлена скульптурная группа «Милосердие России» работы М. Я. Харламова, женская фигура — аллегория России с щитом, олицетворяющим защиту интересов клиентов; скульптура была сделана по мотивам рекламных листовок Общества. Подворотня дома также ведёт и во двор соседнего дома 35, также принадлежащего Обществу.
Решётки парадной лестницы здания были изготовлены фирмой «Карл Винклер». В здании сохранилось оригинальное декоративное остекление.
С 1925 года дом занимало Северо-Западное областное акционерное общество «Радиопередача», которое оборудовало в здании две студии для передач и повесило на дом один из трёх первых репродукторов. Антенна «Радиопередачи» шла от здания к кресту Исаакиевского собора.